# Xã Fork, Quận Marshall, Minnesota
Xã Fork (tiếng Anh: Fork Township) là một xã thuộc quận Marshall, tiểu bang Minnesota, Hoa Kỳ. Năm 2010, dân số của xã này là 10 người.